# Японский кабан
Японский кабан (лат. Sus scrofa leucomystax) — подвид кабана, обитает на всей территории Японии, за исключением Хоккайдо и островов Рюкю. Также известен как белоусая свинья, нихон-иношиши (яп. ニホンイノシシ) или яма кудзира (яп. 山鯨, букв. «горный кит»).

## Внешний вид
Это небольшой кабан со слаборазвитой гривой. Щетина желтовато-коричневая, есть характерные белые «усы», идущие от углов рта к щекам.

## Природные враги
Во многих районах Японии люди являются единственным врагом кабанов. Всеядный японский бурый медведь также приспособился к охоте на кабанов. Считается, что главный природный враг японского кабана, японский волк Canis lupus hodophilax, истреблён людьми. Japan Wolf Association лоббирует реинтродукцию волков в страну, чтобы восстановить экологический баланс и прекратить разрастание популяций оленей и кабанов. Однако, этот план вызывает сильный протест в обществе.

## Влияние на подвид аварии на АЭС Фукусима-1
После аварии на АЭС Фукусима-1 в марте 2011 года японские дикие кабаны спустились с гор в города в пределах зоны отчуждения, которые были временно эвакуированы. Анализ ДНК показал, что в этой зоне они размножались со сбежавшими домашними свиньями, образуя гибрид дикого кабана и свиньи. Гибриды имели больше шансов выжить в дикой природе по сравнению с домашними свиньями из-за гетерозиса. Со временем признаки, унаследованные от домашних свиней, постепенно исчезнут, поскольку гибридные свиньи размножаются с более многочисленными чистокровными дикими кабанами.

## Культура
Кабан занимает важное место в японской культуре, где его считают грозным и безрассудным животным, до такой степени, что некоторые слова и выражения в японском языке, обозначающие безрассудство, ссылаются на кабанов. Кабан — последнее животное китайского зодиака. Считается, что люди, рождённые в год Свиньи, воплощают кабаньи черты решительности и порывистости.
Кабаны также считаются символами плодородия и процветания. Связь животного с процветанием была проиллюстрирована его изображением на банкноте номиналом 10 йен в период Мэйдзи, и когда-то считалось, что человек может разбогатеть, храня в своём кошельке комок кабаньей шерсти.
Это популярный персонаж у скульпторов нэцкэ, он упоминается в Кодзики (711—712), старейшей из дошедших до нас японских хроник. Кабан также фигурирует в японской поэзии, впервые появившись в произведениях Ямабэ-но Акахито. Значение его мяса в японской кухне было таково, что в 675 году оно было разрешено к употреблению, несмотря на запрет императора Тэмму на употребление мяса.